# 如果在冬夜，一個旅人
《如果在冬夜，一個旅人》（Se una notte d'inverno un viaggiatore）是伊塔羅·卡爾維諾於1979年出版的作品，並於1981年出版英譯本。這是一部關於寫作與閱讀的小說，一個關於文本的文本，多數的評論者與學者將這本小說歸類為後現代主義的後設文本。

## 內容简介
全書總共12個章節，而可分為「第X章」與一個「小說標題」，兩者梅花間竹放置，除了＜第十一章＞與＜第十二章＞並置以外都是與小說標題交叉排列。小說開頭是以「你」這個第二人稱敘事為主，且「你」是一個讀者，剛買了伊塔羅·卡爾維諾的小說《如果在冬夜，一個旅人》，卻發現裝訂錯誤，於是去換了一本新的小說，打開後卻發現跟前一本完全不同……如此的循環反覆，於是「你」踏上了一個旅程。

## 目錄編排
其章節為：
1.第一章
2.如果在冬夜，一個旅人
3.第二章
4.在馬爾泊克鎮外
5.第三章
6.從陡坡上斜倚下來
7.第四章
8.不怕風吹或暈眩
9.第五章
10.在逐漸累積的陰影中往下望
11.第六章
12.在一片纏繞交錯的線路網中
13.第七章
14.在一片穿織交錯的線路網中
15.第八章
16.月光照映的銀杏葉地毯
17.第九章
18.環繞一空墓
19.第十章
20.什麼故事在那頭等待結束?
21.第十一章
22.第十二章
（根據版本為時報文化出版《如果在冬夜，一個旅人》吳潛誠校譯）
有趣的是，若將2、4、6、8、10、12、14、16、18、20章各章標題排列在一起，則又可以形成一個故事的開頭：「如果在冬夜，一個旅人，在馬爾泊克鎮外，從陡坡上斜倚下來，不怕風吹或暈眩，在逐漸累積的陰影中往下望，在一片纏繞交錯的線路網中，在一片穿織交錯的線路網中，月光照映的銀杏葉地毯，環繞一空墓，甚麼故事在那頭等待結束?」

## 後設文本
《如果在冬夜，一個旅人》所涉及的問題，除了作者與讀者之間外，也包含了作者與文本、讀者與文本、翻譯者與原文、真本與偽本等等的問題。整體而言，《如果在冬夜，一個旅人》試圖讓讀者也參與進小說的創作，讀者可以自行詮釋、自行發掘。

## 評價
《每日電訊報》在2009年將《如果在冬夜，一個旅人》評為“每個人都應該讀的100部小說”第69位，描述為“俏皮的後現代主義者難題”。
英國歌手史汀的2009年專輯命名為《如果在冬夜，一個旅人》。